# Pete Droge

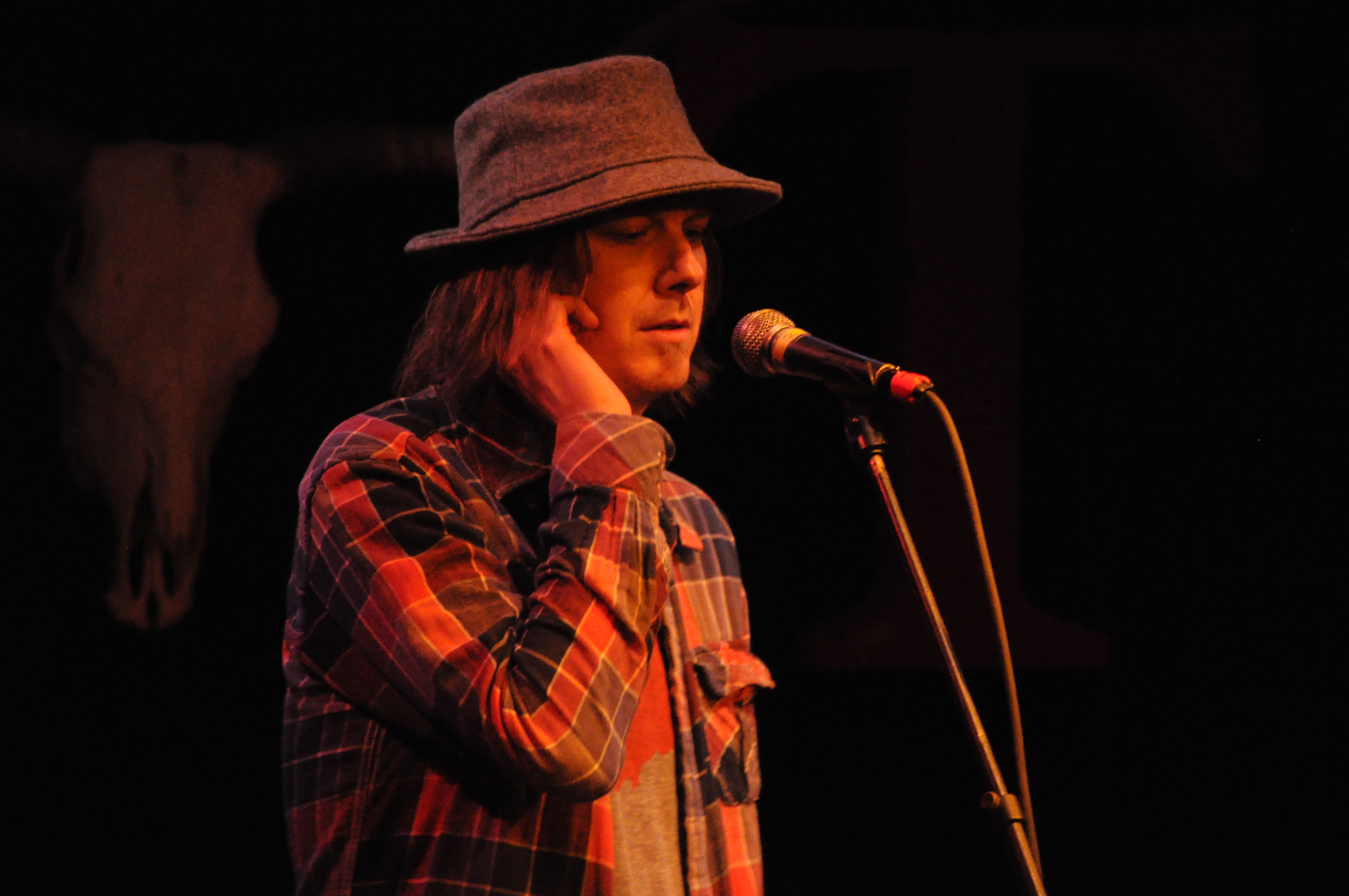
Pete Droge (2011)

Pete Droge (* 11. März 1969 in Seattle, Washington) ist ein US-amerikanischer Singer-Songwriter und Musiker. Er begann seine Musikkarriere in den frühen 1990er Jahren. Er erlangte zunächst Anerkennung mit seinem Debütalbum „Necktie Second“ im Jahr 1994, das Songs wie „If You Don't Love Me (I'll Kill Myself)“ und „Straylin' Street“ hervorbrachte.
Droge hat im Laufe seiner Karriere mehrere Alben veröffentlicht und mit Künstlern wie Pearl Jam und The Wallflowers zusammengearbeitet.